# تپانچه برقی

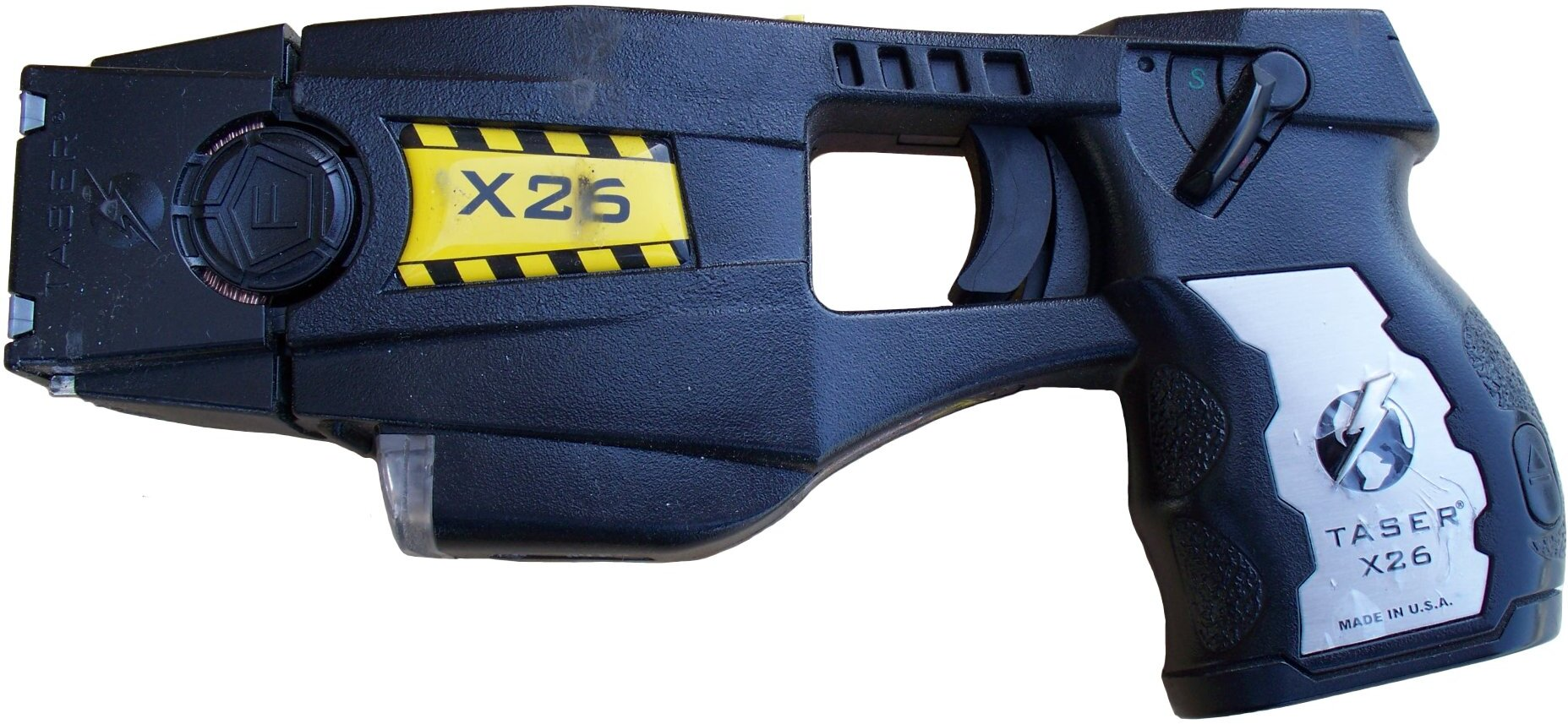
تپانچه برقی یا تیزر

تپانچه برقی یا تِیزِر اسلحه‌ای دستی است که با پرتاب دو سوزن به سوی فرد روبرویی و اعمال شوک الکتریکی موجب فلج ماهیچه‌ای او می‌شود.
این اسلحه به عنوان سلاح غیرکشنده در نیروهای پلیس بسیاری از کشورها برای دستگیری مظنونین استفاده می‌شود. با این حال گزارش‌های متعددی از مرگ بر اثر ایست قلبی ناشی از تپانچه برقی خبرساز شده‌اند.